# Keston Bledman
Keston Bledman (San Fernando, 8 de março de 1988) é um velocista de Trindade e Tobago, campeão olímpico no revezamento 4x100 m nos Jogos Olímpicos de 2008, em Pequim. 
A equipe trinitário-tobagense chegou em segundo lugar na prova, mas quatorze anos mais tarde recebeu a medalha de ouro em virtude do doping constatado – através de amostras de sangue congeladas desde 2008 – num dos corredores da equipe da Jamaica, Nesta Carter, que havia vencido na ocasião. Isso fez que os jamaicanos fossem desclassificados e o revezamento de Trindade e Tobago herdasse a medalha de ouro.
Também com o revezamento, Bledman conquistou a medalha de prata na Olimpíada seguinte, Londres 2012.